# 삼남매가 용감하게
《삼남매가 용감하게》는 2022년 9월 24일부터 2023년 3월 19일까지 방영된 KBS 2TV 주말 드라마이다.

## 기획 의도
K-장녀로 가족을 위해 양보하고 성숙해야 했던 큰딸, 연예계 톱스타로 가족을 부양해야 했던 K-장남 두 사람이 만나 행복을 찾아 나선 한국형 가족의 ‘사랑과 전쟁’ 이야기

## 제작진

### 제작사
- 지앤지프로덕션 : KBS 2TV 주말 드라마 《같이 살래요》, KBS 2TV 주말 드라마 《세상에서 제일 예쁜 내 딸》, KBS 2TV 주말 드라마 《신사와 아가씨》 제작

### 제작
- 오성민
- 곽홍석

### 극본
- 김인영 : MBC 일요 아침 드라마 《짝》(공동 집필), SBS 금요 드라마 《이가사 크리스티》(공동 집필), MBC 월화 드라마 《맨발로 뛰어라》(집필), MBC 수목 드라마 《진실》(공동집필), MBC 수목 드라마 《맛있는 청혼》(집필), MBC 수목 드라마 《그 햇살이 나에게》(집필), MBC 수목 드라마 《결혼하고 싶은 여자》(집필), MBC 수목 드라마 《메리대구 공방전》(집필), MBC 수목 드라마 《아직도 결혼하고 싶은 여자》(집필), MBC 수목 드라마 《남자가 사랑할 때》(집필), MBC 주말 드라마 《떨리는 가슴》(공동 집필), MBC 월화 드라마 《비밀남녀》(집필), KBS 2TV 수목 드라마 《태양의 여자》(집필), KBS 2TV 수목 드라마 《적도의 남자》(집필), KBS 2TV 수목 드라마 《착하지 않은 여자들》(집필), KBS 2TV 수목 드라마 《흑기사》(집필) 집필

### 연출
- 박만영 : KBS 2TV 아침 드라마 《장미 울타리》(CP), KBS 1TV 일일 드라마 《백만송이 장미》(공동 연출), KBS 2TV 월화 드라마 《최강칠우》(연출), KBS 2TV 월화 드라마 《별난 며느리》(연출), KBS 2TV 월화 드라마 《포도밭 그 사나이》(공동 연출), KBS 2TV 주말 드라마 《결혼해주세요》(연출), KBS 1TV 《독립영화관》(CP), KBS 2TV 일일 드라마 《달콤한 비밀》(연출), KBS 2TV 수목 드라마 《맨홀 - 이상한 나라의 필》(연출) 연출

## 등장 인물
- (†) 표시는 드라마 상에서 최종적으로 사망한 인물이다.
- 주연은 볼드체로 표시

### 주요 인물
- 이하나: 김태주(39세) 역(아역: 옥예린, 기소유) - 삼 남매 중 장녀, 정숙의 친딸이자 행복의 의붓딸, 의학 코디네이터. 의학 관련 콘텐츠 기획자. 준 종합병원 의사. 기억 잃었을 때 윤호를 짝사랑 했음. 상준의 아내.
- 임주환: 이상준(39세) 역 - 배우, 드라마 영화 연극 뮤지컬을 넘나들 수 있는 연기자. 태주의 남편.
- 이태성: 차윤호(36세) 역 - 다큐멘터리 감독, 야생마. 야상점퍼가 잘 어울리는 남자. 태주를 짝사랑하고 고백하였으나 차임.
- 김승수: 신무영(47세) 역 - 엘리트 코스를 밟은 회사 대표. 지혜의 의붓아버지. 희은의 전 남편. 소림의 남편. (10회~51회)
- 김소은: 김소림(35세) 역(아역: 지혜원, 김시하) - 삼 남매 중 차녀, 필라테스 강사 자격증 소유자, 생활체육 지도사. 남수의 전 연인. 언니 욕을 하는 상민을 때려 퇴학을 당해 대학교를 못간 인물. 무영의 아내.
- 이유진: 김건우(33세) 역(아역: 이시후) - 삼 남매의 막내, 준 종합병원의 페이 닥터. 정형외과 전문의. 유리의 전 연인. 현정의 남편.

### 김태주네
- 정재순: 최말순(80대 초) 역 - 행복의 모친, 정숙의 시어머니. 소림, 건우의 친할머니, 태주의 의붓할머니. 친손녀가 아니라는 이유로 태주만 미워하고 있음. 갑분과 라이벌.
- 송승환: 김행복(60대 초중반) 역 - 소림, 건우의 친아버지, 태주의 의붓아버지. 카레 맛집 '행복 카레' 사장이자 쉐프, 묵직하고 한결같은 사람. 서울의 선인, 동네에선 현자가 별명. 정숙의 남편. 상준의 의붓장인.
- 이경진: 유정숙(60대 초) 역 - 삼남매의 어머니, 두 번째 남편과 함께 카레 맛집 '행복 카레' 운영. 행복의 아내. 상준의 장모.

### 이상준네
- 김용림: 윤갑분(80대 초) 역 - 세란의 어머니, 상준과 상민의 외할머니. 말순과 라이벌.
- 장미희: 장세란 역(60대 초) 역(젊은 시절: 이채윤) - 상준과 상민의 어머니, 은주의 시고모, 건물주, 사업가. 여장부 스타일. 옛날에 연예인이 되고 싶었지만 부모의 반대로 하지 못하였음. 베이스 기타도 잘침. 수빈과 지우의 고모할머니.
- 왕빛나: 장현정(47세~48세) 역 - 대학 시간 강사, 칼럼니스트로 패션 콘텐츠 제작자이자 언니 세란이 차려준 카페 사장. 무영과 희은의 친구. 건우의 아내.
- 문예원: 이상민(35~36세) 역 - 상준의 여동생, 세란의 딸. 엄마가 차려준 카페 전 사장. 전형적인 팥쥐. 집안의 독보적인 트러블메이커. 학창 시절 소림이에게 태주 욕을 하여 소림에게 맞은 후 빽으로 소림을 퇴학 시켜 태주네 가족과 악연인 인물. 동찬과의 결혼에 실패한다. 윤호를 짝사랑함.
- 민성욱: 장영식(45세~46세) 역 - 상준의 외사촌 형, 장세란 오빠의 아들. 슬하에 아들 둘이 있다. 감수성 예민해지는 타입. 겉보기엔 사람들과 잘 화합하고 온화해지는 성격. 동네에서 사진 스튜디오 '포토&에세이' 운영. 인물이 수상한 비밀을 가지고 있다. 친엄마에게 속아 세란과 상준에게 못된 짓을 저지름. 지우의 양아버지이자 수빈의 아버지.
- 정수영: 나은주 (42세~43세) 역 - 영식의 아내, 남편과 사진 스튜디오를 함께 운영하며 경영 홍보 의상대여 청소까지 도맡아 하는 억척 일꾼. 지우의 양어머니이자 수빈의 어머니.
- 류의현: 장수빈(21세) 역 - 영식과 은주의 첫째 아들, 상준의 5촌 조카. 태주와 상준을 인물로 이어주려고 노력한다.
- 정우진: 장지우 (20세) 역 - 장미의 친아들이자 영식과 은주의 둘째 아들. 상준의 5촌 조카. 카레 맛집 '행복 카레' 알바생이 된다.

### 그 외 다수
- 오하늬: 민유리(29세~30세) 역 - 삼 남매 막내 김건우의 전 여친, 명랑한 단세포. 생각하는 대로 말하고 행동하는 성격. 무직. 남친을 두고 헬스 트레이너와 바람이 났다. 남친과 통화가 켜진줄도 모르고 바람 내용을 인증해버렸다. 같이 샤워하는걸 남친이 들어버렸다. 건우와 헤어지지 못하겠다고 드리대고 있는 중이다. 지혜와 남수를 몰래 따라 다니며 소림에게 고자질 하는 인물. (1회~10회)
- 김지안: 신지혜(25세~26세) 역 - 희은의 친딸이자 무영의 의붓딸로, 부모가 유학 중 미국에서 태어났다. 디자인 스쿨 파슨스 중퇴, SNS만 하면서 대충 놀고 먹고 방황했다. 미국에서 막 귀국해 현재 백수. 남수의 전 여친.
- 양대혁: 조남수(33세~34세) 역 - 둘째 딸 김소림의 전 남친, 지혜의 전 남친. 지혜와 바람 난 후 소림을 스토커로 신고하더니 지혜가 무영의 친딸이 아님을 알게 되자 바로 정색을 하며 본심을 내 보임. 마지막회에서 경찰에 연행됨.
- 장희정: 허용실(39세~40세) 역 - 전직 간호사, 태주의 의대 동기이자 절친. 별명 용팔이. 무식하다 싶게 행동파. 의리녀. 강원도 주문진 출신으로 고등학교 때부터 언니와 춘천에서 자취. 대충 넣고 끓여도 요리 솜씨 뛰어남. 미혼.
- 이승형: 왕승구(48세~49세)역 - 상준의 매니저이자 상준네 소속사 대표.

### 기타 인물
- 안지혜: 이장미 역 - 지우의 친엄마. 쪽지를 준 여자, 이상준의 전 연인이라며 그의 아들을 낳았다고 주장하는 인물. (20회~34회, 37회~38회, 41회)
- 김경화: 오희은 역(47세~48세) - 무영의 전처이자 지혜의 친모. 가짜 시한부로 무영과 소림의 사이를 방해하는 인물. 무영의 회사를 빼앗기 위해 다시 돌아온 인물. 수감자. (38회~49회, 51회)

### 특별 출연
- 전노민: 김명재 역 - 태주의 삼촌. 태주 친아버지의 남동생. 사기꾼. 정숙의 도련님.(1회, 7회~10회)
- 한지완: 주영 역 - 주여철 교수의 막내 딸. 태주에게 달걀을 던지며 상준을 짝 사랑하는 팬.(1회, 8회)
- 이세영: 태주가 본 수상한 TV 스티리머.(3회)
- 원종례: 태주가 상상하는 상준의 어머니.(6회)
- 박영진: 말순과 갑분이 다니고 있는 드럼 학원 강사.(6회, 8회, 12회, 15회)
- 고온: 배동찬 역 - 사기꾼, 무명 배우. 상준에게 안 좋은 감정이 있어 검사로 상민과 결혼 예정이었지만 파혼.(1회~14회, 23회~24회, 26회)
- 정건주: 최시율 역 - 상준이 악역 주연으로 출연하는 드라마 '블랙 앤 화이트'의 주연 배우.(11회~12회)
- 미상: 윤호의 어머니 역(15회)
- THERAY: 음식점에서 '너를 사랑해'를 부른 가수.(18회)
- 황만익: 토미 장 역 - 이상준과 장세란의 먼 친척, '루이 빌라'의 한국인 수석 디자이너이며 유정숙과 함께 호텔에서 묵고 있는 장세란을 호텔 안 카페에서 재회한다.(19회)
- 박군: 박군 역(21회)
- 아히안 데가녜 르클레흐: 회의에서 불어하는 투자자(24회~25회)
- 김선화: 최경순 역 - 장영식의 어머니. 상준의 외숙모. 장수빈, 장지우의 할머니. 장세란의 올케 언니.(47회)
- 이주석: 장영식의 의붓아버지 역(48회)

## 수상 경력
| 연도 | 시상식                         | 부문                           | 수상자        | 결과 |
| ---- | ------------------------------ | ------------------------------ | ------------- | ---- |
| 2022 | KBS 연기대상                   | 장편드라마 부문 여자 우수상    | 이하나        | 수상 |
| 2022 | KBS 연기대상                   | 장편드라마 부문 여자 우수상    | 김소은        | 후보 |
| 2022 | KBS 연기대상                   | 장편드라마 부문 남자 우수상    | 임주환        | 수상 |
| 2022 | KBS 연기대상                   | 장편드라마 부문 남자 우수상    | 김승수        | 후보 |
| 2022 | KBS 연기대상                   | 남자 조연상                    | 송승환        | 후보 |
| 2022 | KBS 연기대상                   | 남자 신인상                    | 이유진        | 수상 |
| 2022 | KBS 연기대상                   | 여자 청소년 연기상             | 기소유        | 후보 |
| 2022 | KBS 연기대상                   | 베스트 커플상                  | 김승수,김소은 | 수상 |
| 2023 | 서울 드라마 어워즈             | OST 상                         | 김호중        | 수상 |
| 2023 | 제9회 아시아태평양 스타 어워즈 | 장편 드라마 여자 최우수 연기상 | 이하나        | 후보 |
| 2023 | 제9회 아시아태평양 스타 어워즈 | 장편 드라마 여자 우수 연기상   | 김소은        | 후보 |

## 시청률
최저 시청률과 최고 시청률은 시청률 조사회사와 지역별로 시청률에 차이가 있을 수 있습니다.
| 2022년 | 2022년    | 2022년         | 2022년         | 2022년       |
| 회차   | 방송일    | TNmS 시청률    | AGB 시청률     | AGB 시청률   |
| 회차   | 방송일    | 대한민국(전국) | 대한민국(전국) | 서울(수도권) |
| ------ | --------- | -------------- | -------------- | ------------ |
| 제1회  | 9월 24일  | 17.6%          | 20.5%          | 18.4%        |
| 제2회  | 9월 25일  | 19.2%          | 22.1%          | 19.8%        |
| 제3회  | 10월 1일  | 15.6%          | 18.5%          | 17.0%        |
| 제4회  | 10월 2일  | 18.0%          | 19.6%          | 17.8%        |
| 제5회  | 10월 8일  | 14.6%          | 16.9%          | 15.3%        |
| 제6회  | 10월 9일  | 16.3%          | 19.2%          | 18.2%        |
| 제7회  | 10월 15일 | 14.6%          | 18.5%          | 16.1%        |
| 제8회  | 10월 16일 | 16.7%          | 20.1%          | 18.6%        |
| 제9회  | 10월 22일 | 14.7%          | 18.3%          | 16.8%        |
| 제10회 | 10월 23일 | 16.9%          | 20.9%          | 19.5%        |
| 제11회 | 10월 29일 | 14.6%          | 16.7%          | 14.8%        |
| 제12회 | 10월 30일 | 15.0%          | 18.8%          | 16.6%        |
| 제13회 | 11월 5일  | 15.6%          | 18.7%          | 16.3%        |
| 제14회 | 11월 6일  | 17.7%          | 22.2%          | 19.9%        |
| 제15회 | 11월 12일 | 16.3%          | 19.4%          | 17.4%        |
| 제16회 | 11월 13일 | 17.7%          | 20.8%          | 18.9%        |
| 제17회 | 11월 19일 | 15.2%          | 18.9%          | 17.1%        |
| 제18회 | 11월 20일 | 17.6%          | 21.0%          | 19.2%        |
| 제19회 | 11월 26일 | 15.3%          | 18.5%          | 17.0%        |
| 제20회 | 11월 27일 | 16.0%          | 18.6%          | 16.9%        |
| 제21회 | 12월 3일  | 16.7%          | 19.0%          | 17.1%        |
| 제22회 | 12월 4일  | 18.8%          | 22.8%          | 21.0%        |
| 제23회 | 12월 10일 | 16.2%          | 20.1%          | 17.8%        |
| 제24회 | 12월 11일 | 18.4%          | 22.5%          | 20.5%        |
| 제25회 | 12월 17일 | 16.1%          | 21.2%          | 18.8%        |
| 제26회 | 12월 18일 | 18.4%          | 22.5%          | 20.0%        |
| 제27회 | 12월 24일 | -              | 19.4%          | 18.0%        |
| 제28회 | 12월 25일 | 19.9%          | 23.5%          | 21.9%        |
| 스페셜 | 12월 31일 | 9.9%           | 9.8%           | 9.2%         |
| 2023년 |           |                |                |              |
| 제29회 | 1월 1일   | 18.3%          | 22.8%          | 21.3%        |
| 제30회 | 1월 7일   | 16.9%          | 21.4%          | 20.4%        |
| 제31회 | 1월 8일   | 19.7%          | 24.4%          | 23.0%        |
| 제32회 | 1월 14일  | -              | 21.9%          | 20.0%        |
| 제33회 | 1월 15일  | 20.2%          | 25.0%          | 23.5%        |
| 제34회 | 1월 21일  | 16.2%          | 18.4%          | 16.9%        |
| 제35회 | 1월 22일  | 17.1%          | 19.6%          | 17.8%        |
| 제36회 | 1월 28일  | 19.2%          | 23.1%          | 21.6%        |
| 제37회 | 1월 29일  | 21.2%          | 26.3%          | 25.2%        |
| 제38회 | 2월 4일   | 19.2%          | 24.1%          | 21.8%        |
| 제39회 | 2월 5일   | 21.9%          | 26.7%          | 25.0%        |
| 제40회 | 2월 11일  | 20.1%          | 23.3%          | 21.7%        |
| 제41회 | 2월 12일  | 21.2%          | 26.8%          | 25.4%        |
| 제42회 | 2월 18일  | -              | 23.4%          | 21.7%        |
| 제43회 | 2월 19일  | 21.8%          | 27.2%          | 25.6%        |
| 제44회 | 2월 25일  | 19.0%          | 25.2%          | 23.3%        |
| 제45회 | 2월 26일  | 21.3%          | 27.6%          | 25.8%        |
| 제46회 | 3월 4일   | 19.4%          | 24.9%          | 22.8%        |
| 제47회 | 3월 5일   | 22.2%          | 28.0%          | 25.4%        |
| 제48회 | 3월 11일  | 18.7%          | 24.3%          | 22.2%        |
| 제49회 | 3월 12일  | 22.3%          | 27.2%          | 24.3%        |
| 제50회 | 3월 18일  | -              | 24.8%          | 22.8%        |
| 제51회 | 3월 19일  | 22.6%          | 27.5%          | 25.3%        |

## 결방 사유 및 연장
- 2022년 12월 31일: 송년특집 스페셜 편성으로 인한 결방.
- 2023년 2월 12일: 삼남매가 용감하게 방영 분량이 50부작에서 1회 연장되어 51부작으로 변경 및 확정되었다.

## OST
- Part.1 김호중 - 그 중에 그대를 만나(9월 24일 발매).[2]
- Part.2 이세준 - 행복을 주는 사람(10월 2일 발매).[3]
- Part.3 알리 - 매일 그대와(10월 16일 발매).[4]
- Part.4 강석화 - 설렘(11월 20일 발매).
- Part.5 진민호 - Goodbye My Love(12월 11일 발매).
- Part.6 숙희 - 다 알고 있던 이별(12월 18일 발매).
- Part.7 송하예 - 너를보는게 지친하루에
- 삽입곡 - 이하나 19회 첫 번째곡[5], 두 번째곡 무정

## 참고 사항
- KBS 드라마본부의 박만영 PD는 2010년에 방송된 KBS 2TV 주말 드라마 《결혼해주세요》 이후 12년만에 연출하게 되는 두 번째 주말 드라마이다.
- 임주환은 2022년에 개봉한 영화 《늑대사냥》 이후로 1년만에 재회하는 작품이다.

## 같이 보기
- 대한민국의 텔레비전 드라마 목록 (ㅅ)
- 2022년 대한민국의 텔레비전 드라마 목록